# Metopoceras morosa
Metopoceras morosa är en fjärilsart som beskrevs av Rothschild 1914. Metopoceras morosa ingår i släktet Metopoceras och familjen nattflyn. Inga underarter finns listade i Catalogue of Life.